# Rosenlök
Rosenlök (Allium carinatum) är en växtart i släktet lökar och familjen amaryllisväxter. Den beskrevs av Carl von Linné i Species plantarum 1753. Arten är omkring en halvmeter hög, med platta, smala blad och rödlila blommor. Den finns i stora delar av Europa, med nordgräns i södra Sverige, där den är fridlyst.

## Beskrivning
Rosenlöken är flerårig och blir 50–60 centimeter hög. Den har upprätt stjälk och smala (4–5 millimeter), nästan platta blad, med köl och lång bladslida, och 3–5 tydliga nerver på undersidan. Bladen är för det mesta ännu gröna under blomningen.
Blomningen sker i juli, med några få rödlila blommor i en huvudlik blomställning som framför allt består av bulbiller. Blomställningen har två hölsterblad, varav det ena är långt, oftast längre än blomställningen. Blommorna sitter på långa skaft, med ståndare som skjuter långt ut ur kalken. Ståndarna saknar flikar på strängarna.
Rosenlöken förökar sig i Sverige vegetativt genom groddknoppar och sidolökar, eftersom frön inte hinner bildas i landet.
Rosenlöken kan förväxlas med backlök (A. oleraceum) och möjligen med sandlök (A. vineale); backlökens ståndare är emellertid inte utskjutande, och bladen är rännformade eller halvtrinda samt har oftast vissnat ner under blomningstiden. Sandlöken å sin sida har ett ensamt, kort, hölsterblad och tre inre ståndare med flikar på strängarna.

## Utbredning
Arten växer vilt över stora delar av Europa, med en sammanhängande utbredning från västra Frankrike över södra Tyskland, norra Italien och norra Balkan till Svarta havet, samt spridda förekomster åt väster och norr. På Brittiska öarna är arten införd.
I Norden anses arten som ursprunglig endast i Danmark och Sverige. I Norge har enstaka, tillfälliga fynd gjorts. I Danmark är arten rödlistad som akut hotad: den har påträffats på omkring tio lokaler, men 1977 fanns den kvar endast på en lokal på Falster. I Sverige tros arten vara ursprunglig i Skåne, där den har hittats på omkring 65 platser, varav ett femtontal finns kvar idag. Troligen har den på vissa av dessa lokaler kommit in med gräsfrö från kontinenten, men på andra lokaler betraktas den som inhemsk. Som tillfällig inkomling med gräsfrön har arten även påträffats i Blekinge på 1800-talet, på Gotland 1935, i Halland 1962, i Småland (en nutida lokal), Västergötland (fyra nutida lokaler, varav en antagligen naturlig) och Uppland (två nutida lokaler). Förekomsterna i Sverige är artens nordligaste kända. Den är fridlyst i Sverige.

## Habitat
Rosenlök växer vilt på torrängar, i snårig, torr buskmark och på klippor. Som inkomling med gräsfrö förekommer den på kulturmark som parker, i vägkanter och på banvallar.

## Namn
Artepitetet carinatum härleds från latinets carina, som betyder 'köl', vilket syftar på bladformen.